# Металлооптика
Металлооптика — частный раздел оптики, который специализируется на изучении взаимодействия металлов с электромагнитным волнами в широком диапазоне частот, включающем также оптический. Интенсивное развитие металлооптики началось на рубеже XIX—XX веков после появления теории металлов Зоммерфельда и теории электромагнитного излучения Максвелла.
Взаимодействие металлов с оптическим излучением характеризуется высокими значениями отражающей способности и сильным поглощением электромагнитной энергии: даже очень тонкие металлические плёнки являются практически полностью непрозрачными для излучения в оптическом диапазоне. Такие особенности являются следствием наличия в металлах большого числа свободных электронов. Колебания свободных электронов вызывают сильную отражённую компоненту электромагнитного поля, интенсивность которой может достигать 95% интенсивности падающей волны. В то же время, компонента электромагнитного поля, проникающая внутрь металла остаётся относительно незначительной. Однако в ультрафиолетовом и в рентгеновском диапазонах частот металлы не отличаются по своим оптическим свойствам от диэлектрических материалов.